# Alexandre Varenne
Pour les articles homonymes, voir Varenne.
Alexandre Varenne, né le 3 octobre 1870 à Clermont-Ferrand (Puy-de-Dôme) et mort le 16 février 1947 à Paris 5e (Seine), est un homme politique et journaliste français. Il est le fondateur du journal La Montagne.

## Député socialiste d'avant-guerre
Alexandre Charles Varenne est le fils de Joseph Varenne, employé de commerce, et de Françoise Marc. Il étudie au lycée Blaise-Pascal de Clermont-Ferrand, où il est l'élève de Bergson en classe de philosophie. Trois ans clerc d'avoué à Clermont-Ferrand, il fait son service militaire, avant de partir pour Paris, où il prépare sa licence de droit, qu'il obtient en 1893, tout en travaillant comme employé de commerce. Docteur en droit en 1898, il devient avocat à la cour d'appel de Paris et journaliste, collaborant à des journaux régionaux : Le Petit Clermontois et le Stéphanois.
L'un des organisateurs du Parti socialiste dans le Puy-de-Dôme en 1897, il collabore brièvement à La Volonté, avant de devenir secrétaire de rédaction de La Lanterne, animé par Aristide Briand et René Viviani. En 1901, il adhère au nouveau Parti socialiste français de Jean Jaurès. Appelé à L'Humanité par Jaurès après 1902, il en devient secrétaire de rédaction et crée un hebdomadaire socialiste dans le Puy-de-Dôme, L'Ami du peuple. Fondateur du journal La Montagne le 4 octobre 1919, il crée également La Politique avec Pierre Bertrand en 1930.
Candidat malheureux dans la 2e circonscription du Puy-de-Dôme, à Riom en 1902, il est élu député socialiste du Puy-de-Dôme en 1906 mais est battu en 1910. Il retrouve son siège en 1914 et est constamment réélu jusqu’en 1936. Adepte des idées de Jean Jaurès, il considère que le conflit est inévitable dès lors que la Belgique est envahie. En 1917, Paul Painlevé, alors président du Conseil, lui offre le ministère de l'Instruction publique dans son gouvernement, mais les socialistes refusent, et il doit décliner l'offre.

## Après la guerre
Après la Première Guerre mondiale, il est réélu, toujours à la SFIO, puis en tant qu'indépendant de gauche dès 1928 et au Parti socialiste français à partir de 1932. En 1920, il a des propos antisémites attaquant Georges Mandel, qui défend le rétablissement des relations diplomatiques entre la France et le Vatican, en l'accusant d'être un Rothschild et d'être né à Francfort.
Élu vice-président de la Chambre des députés le 4 juin 1924, il est question un temps de l'envoyer comme ambassadeur en Union soviétique. Après l'abandon de ce projet, il est réélu vice-président de la Chambre le 13 janvier 1925. Le 28 juillet 1925, il est nommé gouverneur général de l’Indochine française, poste qu'il occupe jusqu'en octobre 1928. Sa politique en faveur des indigènes (construction d’écoles, vaccination, accès aux emplois, inspection du travail) contrarie cependant les colons qui obtiennent son départ.
Toutefois, ces fonctions lui valent d'être exclu de la SFIO, opposée à la politique coloniale de la France. Réintégré, il quitte définitivement ce mouvement lors de la crise néo-socialiste, en 1932, opposé qu'il est au refus des Socialistes de participer à un gouvernement « bourgeois ». Un temps proche de Philippe Marcombes, il se rallie au Front populaire. Après son échec aux élections législatives de 1936, les colons du Tonkin le choisissent fin octobre comme représentant au Conseil supérieur de l'Indochine.
À la tête de La Montagne, Alexandre Varenne s'oppose à Pierre Laval, propriétaire du Moniteur depuis 1927, qui se fait élire sénateur du Puy-de-Dôme en 1935, et critique les régimes totalitaires, s'opposant également au régime de Vichy pendant l'Occupation. En raison de la censure, il suspend la parution du journal en août 1943. Le journal reparaît après la Libération le 15 septembre 1944. Redevenu député, il siège au groupe radical dans la première Assemblée nationale constituante puis dans celui de l’UDSR dans la seconde Assemblée et à l’Assemblée nationale. Il tente, sans succès, de reconstituer le Parti républicain-socialiste et adhère au Rassemblement des gauches républicaines. Il est Ministre d'État dans le premier gouvernement Georges Bidault du 24 juin au 16 décembre 1946.
Il a été maire de Saint-Éloy-les-Mines (nord-ouest du Puy-de-Dôme) et conseiller général du canton de Clermont-Sud-Est dès 1919. 
Il portait une barbe « type IIIe République ».
Il est enterré au cimetière des Carmes à Clermont-Ferrand. Son épouse Marguerite est décédée le 18 mars 2001 à 96 ans. Il est le frère du conseiller municipal de Paris et militant de la Section française de l'Internationale ouvrière Jean Varenne.

## Vie privée
Le 24 décembre 1909 à Paris 18e, il épouse Marie Mélanie Foussadier. Le 14 novembre 1932, à Paris 8e, il se marie en second noces avec Marguerite Jeanne Flodine Migeot.

## Publications
- Journal d'un républicain engagé. Notes et souvenirs, Clermont-Ferrand, Fondation Varenne, 4 vol., 2019, 986 p.  (ISBN 978-2-916606-83-5)

## Hommages
- Une fondation, la fondation Varenne, porte son nom. Reconnue d'utilité publique en 1988, elle fait la promotion de la presse et de la communication. Elle publie en 2019 le journal 1941-1944 d'Alexandre Varenne.
- Une place, le long de la rue Blatin, au centre-ville de Clermont-Ferrand, porte son nom où se dresse son buste, sculpté en 1967 par Jean Mosnier.
- Une rue et, depuis le 4 octobre 2016, un collège public (l'ancien collège La Roche)[3]  portent son nom à Saint-Éloy-les-Mines.
- La Poste a émis le 7 octobre 2019 un timbre-poste de 0,88 € à son effigie avec en arrière-plan le journal "La Montagne", timbre dessiné par Patrick Derible et gravé en taille-douce par Marie-Noëlle Goffin.

## Source partielle
- « Alexandre Varenne », dans le Dictionnaire des parlementaires français (1889-1940), sous la direction de Jean Jolly, PUF, 1960 [détail de l’édition], lettre V, Paris, PUF, 1960, p. 3153 à 3155.